# Endomondo
Endomondo – w latach 2007–2020 aplikacja na urządzenia mobilne, która umożliwiała monitoring dokonań sportowych.
Program umożliwiał monitorowanie aktywności w ok. 50 różnych dyscyplinach sportowych, m.in. w bieganiu, jeździe na rowerze, baseballu, boksie, tańcu i szermierce. Aplikacja zapisywała przede wszystkim czas treningu, a także dystans i trasę uzyskaną dzięki modułowi GPS oraz intensywność treningu (np. wyliczając średnie tempo, średnią i maksymalną prędkość) a następnie przelicza go na spalone kalorie.
Endomondo Sport Tracker wszelkie informacje o treningach samoczynnie wysyłał na serwery; informacje te i statystyki dotyczące treningu były dostępne z poziomu przeglądarki. Ponadto oprogramowanie to było połączone z serwisami społecznościowymi takimi jak Facebook, Google+ czy Twitter. Aplikacja dostępna była w bezpłatnej wersji podstawowej i płatnej wersji pro.
Serwis został zamknięty w dniu 31 grudnia 2020 roku. Wszystkie dane zostały usunięte 31 marca 2021.

## Funkcje wersji bezpłatnej
- Rejestrowanie prędkości, kalorii i czasu podczas uprawiania dowolnego sportu na zewnątrz
- Wprowadzanie treningu ręcznie, np. jazdę na rowerze stacjonarnym lub siłownię
- Wskazówki głosowe m.in. o tempie i dystansie po każdym km
- Peptalk – znajomi wpisują na stronie trenującego krótki tekst, który po kilku sekundach dociera do niego
- Mapa trasy
- Historia treningów i analiza międzyczasów
- Informacje głosowe
- Synchronizacja treningów na różnych platformach (wpis przez stronę, niektóre zegarki, import plików – konieczna rejestracja)
- Połączenie z serwisami społecznościowymi
- Dostęp do ostatnich treningów znajomych, również na żywo
- Konkurowanie ze znajomymi lub rekordzistami okolicznych tras
- Historia słuchanych utworów podczas treningów
- Mapa okolicy i mapa tras
- Informacja głosowa o treningu
- Możliwość połączenia z pulsometrem i czujnikiem rowerowym